# Sini
Sini é uma comuna italiana da região da Sardenha, província de Oristano, com cerca de 597 habitantes. Estende-se por uma área de 8 km², tendo uma densidade populacional de 75 hab/km². Faz fronteira com Baradili, Genoni (NU), Genuri (CA), Gonnosnò.